# Hidde
Hidde is een Friese jongensnaam. In Groningen komt ook de variant Hiddo voor. De naam is een verkorte vorm van namen met het Germaanse Hild in de betekenis van strijd. De naam betekent ongeveer de strijdvaardige. Hidde is een eenstammige verkorting, met reductie van de l onder invloed van de kindertaal. Zo is de meisjesnaam Hidda een verkorting van Hildiberga. Andere varianten op de meisjesvorm zijn Hidda, Hiddina, Hidke en Hidske.
Het gebruik van de voornaam nam sinds de jaren tachtig van de twintigste eeuw sterk toe. Zo werd in 2015 de naam Hidde 209 maal gegeven aan een jongen. In 2014 waren er 1209 personen met de naam in Nederland. In Friesland was het in 2015 de meest populaire jongensnaam.

## Bekende naamdragers
- Hidde Boersma, wetenschapsjournalist
- Hidde de Brabander, patissier
- Hidde Heutink, politicus
- Hidde Dirks Kat, Amelandse commandeur op de walvisvaart.
- Hidde Petrus Nicolaas Halbertsma, Nederlands ingenieur en architect
- Hidde Jan Rijkeboer, verzetsstrijder
- Hidde Jurjus, keeper bij PSV
- Hidde Leegstra, vliegenier
- Hidde Maas, acteur in serie Spijkerhoek, speelde in de film Amsterdamned
- Hidde Sjoerds de Vries, zeevaarder, zijn oom was Tjerk Hiddes de Vries
- Hidde Storm,  personage van de RTL 4-televisieserie Voetbalvrouwen.
- Hidde Turkstra, hockeyer
- Hidde ter Avest, voetballer bij Udinese

In andere namen
- Jan Hidde Kruize, hockeyer
- Hidde Nijland Museum in Hindeloopen